# Unterseeboot 201
Le Unterseeboot 201 (ou U-201) est un sous-marin allemand (U-Boot) de type VII.C utilisé par la Kriegsmarine (marine de guerre allemande) pendant la Seconde Guerre mondiale

## Historique
Mis en service le 25 janvier 1941, l'Unterseeboot 201 reçoit sa formation de base dans la 1. Unterseebootsflottille à Kiel en Allemagne jusqu'au 1er avril 1941, où il rejoint la formation de combat, toujours la 1. Unterseebootsflottille à Brest en France.
Il réalise sa première patrouille, quittant le port de Kiel le 22 avril 1941 sous les ordres de l'Oberleutnant zur See Adalbert Schnee. Après 27 jours de mer et un succès de trois navires marchands coulés pour un total de 19 961 tonneaux, l'U-201 retourne à la base sous-marine de Lorient qu'il atteint le 18 mai 1941.
L'Unterseeboot 201 a effectué neuf patrouilles dans lesquelles il a coulé 24 navires marchands pour un total de 108 397 tonneaux sur un total de 339 jours en mer.
Sa neuvième patrouille le fait quitter la base sous-marine de Brest le 3 janvier 1943 sous les ordres du Kapitänleutnant Günther Rosenberg. Après 46 jours en mer, l'U-201 est coulé le 17 février 1943 dans l'Atlantique Nord à la position 50° 50′ N, 40° 50′ O, par les charges de profondeur du destroyer HMS Viscount. La totalité des 49 membres d'équipage meurent dans ce naufrage.

## Affectations
- 1. Unterseebootsflottille du 25 janvier au 1er avril 1941 (Flottille d'entraînement)
- 1. Unterseebootsflottille du 1er avril 1941 au 17 février 1943 (Flottille de combat)

## Commandements
- Kapitänleutnant Adalbert Schnee du 25 janvier 1941 au 24 août 1942
- Kapitänleutnant Günther Rosenberg du 25 août 1942 au 17 février 1943

## Patrouilles
|       | Commandant               | Départ            | Départ  | Arrivée           | Arrivée | Jours     | Succès    |
| ----- | ------------------------ | ----------------- | ------- | ----------------- | ------- | --------- | --------- |
| 1     | Oblt. Adalbert Schnee    | 22 avril 1941     | Kiel    | 18 mai 1941       | Lorient | 27 jours  | 19 961    |
| 2     | Oblt. Adalbert Schnee    | 8 juin 1941       | Lorient | 19 juillet 1941   | Brest   | 42 jours  |           |
| 3     | Oblt. Adalbert Schnee    | 14 août 1941      | Brest   | 25 août 1941      | Brest   | 12 jours  | 7 825     |
| 4     | Oblt. Adalbert Schnee    | 14 septembre 1941 | Brest   | 30 septembre 1941 | Brest   | 17 jours  | 14 535    |
| 5     | Oblt. Adalbert Schnee    | 29 octobre 1941   | Brest   | 9 décembre 1941   | Brest   | 42 jours  |           |
| 6     | Kptlt. Adalbert Schnee   | 24 mars 1942      | Brest   | 21 mai 1942       | Brest   | 59 jours  | 22 730    |
| 7     | Kptlt. Adalbert Schnee   | 27 juin 1942      | Brest   | 8 août 1942       | Brest   | 43 jours  | 41 036    |
| 8     | Kptlt. Günther Rosenberg | 6 septembre 1942  | Brest   | 26 octobre 1942   | Brest   | 51 jours  | 15 696    |
|       | Kptlt. Günther Rosenberg | 27 décembre 1942  | Brest   | 29 décembre 1942  | Brest   | 3 jours   |           |
| 9     | Kptlt. Günther Rosenberg | 3 janvier 1943    | Brest   | 17 février 1943   | Coulé   | 46 jours  |           |
| Total | Total                    | Total             | Total   | Total             | Total   | 339 jours | 121 783 t |

Note : Oblt. = Oberleutnant zur See - Kptlt. = Kapitänleutnant

## Navires coulés
L'Unterseeboot 201 a coulé 24 navires marchands pour un total de 108 397 tonneaux au cours des neuf patrouilles (339 jours en mer) qu'il effectua.
| Date              | Navire           | Pavillon    | Tonnage  | Position             | Convoi  | Fait  |
| ----------------- | ---------------- | ----------- | -------- | -------------------- | ------- | ----- |
| 2 mai 1941        | Capulet          | Royaume-Uni | 8 190 t  | 60° 00′ N, 16° 00′ O | HX-121  | Coulé |
| 9 mai 1941        | Gregalia         | Royaume-Uni | 5 802 t  | 60° 24′ N, 32° 37′ O | OB-318  | Coulé |
| 19 août 1941      | Aguila           | Royaume-Uni | 3 255 t  | 49° 23′ N, 17° 56′ O | OG-71   | Coulé |
| 19 août 1941      | Ciscar           | Royaume-Uni | 1 809 t  | 49° 10′ N, 17° 40′ O | OG-71   | Coulé |
| 23 août 1941      | Aldergrove       | Royaume-Uni | 1 974 t  | 40° 43′ N, 11° 39′ O | OG-71   | Coulé |
| 23 août 1941      | Stork            | Royaume-Uni | 787 t    | 40° 43′ N, 11° 39′ O | OG-71   | Coulé |
| 21 septembre 1941 | Lissa            | Royaume-Uni | 1 511 t  | 47° 00′ N, 22° 00′ O | OG-74   | Coulé |
| 21 septembre 1941 | Rhineland        | Royaume-Uni | 1 381 t  | 47° 00′ N, 22° 00′ O | OG-74   | Coulé |
| 21 septembre 1941 | Runa             | Royaume-Uni | 1 575 t  | 46° 20′ N, 22° 23′ O | OG-74   | Coulé |
| 27 septembre 1941 | Cervantes        | Royaume-Uni | 1 810 t  | 48° 37′ N, 20° 01′ O | HG-73   | Coulé |
| 27 septembre 1941 | HMS Springbank   | Royaume-Uni | 5 155 t  | 49° 09′ N, 20° 10′ O | HG-73   | Coulé |
| 27 septembre 1941 | Margareta        | Royaume-Uni | 3 103 t  | 50° 15′ N, 17° 27′ O | HG-73   | Coulé |
| 21 avril 1942     | Bris             | Norvège     | 2 027 t  | 33° 35′ N, 69° 38′ O |         | Coulé |
| 22 avril 1942     | Derryheen        | Royaume-Uni | 7 217 t  | 31° 20′ N, 70° 35′ O |         | Coulé |
| 22 avril 1942     | San Jacinto      | États-Unis  | 6 069 t  | 31° 10′ N, 70° 45′ O |         | Coulé |
| 6 juillet 1942    | Avila Star       | Royaume-Uni | 14 443 t | 38° 04′ N, 22° 48′ O |         | Coulé |
| 12 juillet 1942   | Cortona          | Royaume-Uni | 7 093 t  | 32° 45′ N, 24° 45′ O | OS-33   | Coulé |
| 12 juillet 1942   | Siris            | Royaume-Uni | 5 242 t  | 31° 20′ N, 24° 48′ O | OS-33   | Coulé |
| 13 juillet 1942   | Sithonia         | Royaume-Uni | 6 723 t  | 29° 00′ N, 25° 00′ O | OS-33   | Coulé |
| 15 juillet 1942   | British Yeoman   | Royaume-Uni | 6 990 t  | 26° 42′ N, 24° 20′ O |         | Coulé |
| 25 juillet 1942   | HMS Laertes      | Royaume-Uni | 545      | 6° 00′ N, 14° 17′ O  |         | Coulé |
| 2 octobre 1942    | Alcoa Transport  | États-Unis  | 2 084 t  | 9° 03′ N, 60° 10′ O  |         | Coulé |
| 8 octobre 1942    | John Carter Rose | États-Unis  | 7 191 t  | 10° 27′ N, 45° 37′ O | TRIN-15 | Coulé |
| 9 octobre 1942    | Flensburg        | Pays-Bas    | 6 421 t  | 10° 45′ N, 46° 48′ O |         | Coulé |